# Moux

Moux este o comună în departamentul Aude din sudul Franței. În 1 ianuarie 2022 avea o populație de 715 de locuitori.